# Paweł Foerster
Paweł Foerster (ur. 4 sierpnia 1873, zm. 23 kwietnia 1936) – inspektor Policji Państwowej.

## Życiorys
Po zakończeniu I wojny światowej został przyjęty do Wojska Polskiego. W II Rzeczypospolitej wstąpił do Policji Państwowej. Podczas wojny polsko-bolszewickiej w stopniu podinspektora 17 sierpnia 1920 zastąpił skierowanego na front podinsp. Ryszarda Gallerę na stanowisku komendanta PP miasta Łódź, jednocześnie obejmując stanowisko p.o. komendanta okręgu. Następnie w latach 20. w stopniu inspektor pełnił funkcję naczelnika Wydziału II Finansowo-Gospodarczego Komendy Głównej Policji Państwowej (jego zastępcą był wówczas podinsp. Władysław Goździewski). Od 9 kwietnia 1927 do 23 kwietnia 1928 sprawował stanowisko komendanta Okręgu II Łódzkiego PP.
W Wojsku Polskim został awansowany do stopnia podporucznika rezerwy piechoty ze starszeństwem z 1 czerwca 1919. W 1923, 1924 był oficerem rezerwowym 18 Pułku Piechoty w garnizonie Równe. W 1934 jako podporucznik rezerwy w korpusie oficerów pospolitego ruszenia był przydzielony do Oficerskiej Kadry Okręgowej nr IV jako oficer przewidziany do użycia w czasie wojny i pozostawał wówczas w ewidencji Powiatowej Komendy Uzupełnień Kutno.
2 maja 1923 został odznaczony Krzyżem Kawalerskim Orderu Odrodzenia Polski „za zasługi, położone dla Rzeczypospolitej Polskiej na polu bezpieczeństwa publicznego”.
Zmarł 23 kwietnia 1936 w wieku 62 lat. Jego pogrzeb odbył się 25 kwietnia 1936. Został pochowany na cmentarzu ewangelicko-augsburskim w Warszawie (aleja 52, grób 45).
W Warszawie zamieszkiwał przy ulicy Filtrowej 67. Był żonaty, miał syna i córkę.